# 马西娅·琼斯-斯莫克
马西娅·琼斯-斯莫克（英語：Marcia Jones-Smoke，1941年7月18日—），美国女子皮划艇运动员。她曾代表美国参加1964年、1968年和1972年夏季奥林匹克运动会皮划艇比赛，其中1964年奥运会获得一枚铜牌。